# Sumata
Sumata (素股?  "entrepierna desnuda") es un término japonés para un acto sexual sin penetración. Este, es además un término popular en los prostíbulos japoneses.
Sumata es una forma de frottage, realizado por una trabajadora de sexo femenino en un cliente masculino. La trabajadora sexual frota el pene del cliente con los muslos, y los labios mayores. El objetivo es estimular la eyaculación sin penetración. Esta actividad evita la Ley contra la prostitución (売春防止法 Baishun-bōshi-hō?) de 1956, que prohíbe las Relaciones Sexuales (con penetración) por dinero.